# Bon Bon
 (août 2025).
Si vous disposez d'ouvrages ou d'articles de référence ou si vous connaissez des sites web de qualité traitant du thème abordé ici, merci de compléter l'article en donnant les références utiles à sa vérifiabilité et en les liant à la section « Notes et références ».
Bon Bon était un restaurant avec deux étoiles Michelin  à Woluwe-Saint-Pierre, en Belgique. Le chef en était Christophe Hardiquest.

## Étoiles Michelin
- 2004
- 2014- en cours

## Gault et Millau
- 19,5/20